# Ecologia da informação
Ecologia da informação é um conceito bastante abrangente. Em resumo, ecologia da informação é uma ciência que estuda a influência da informação em diferentes sistemas ecológicos. Pode ser aplicado em diversos contextos diferentes. Serão citadas algumas dessas aplicações, e principalmente ecologia da informação no contexto da internet.
Ecologia da informação ─ é a ciência que estuda os padrões de influência de informação: a formação e o funcionamento inteligente de sistemas biológicos, incluindo o homem, as sociedades humanas e a humanidade em geral; a saúde como um estado mental, físico e bem-estar social. Ecologia da informação coloca-se a tarefa de desenvolvimento de métodos para melhorar o ambiente de informação e freqüentemente associado a informação de higiene.

## Áreas de aplicação
A ideia de ecologia da informação pode ser aplicada em diversas áreas do conhecimento.

### Antropologia
Ecologia da informação aplicada a antropologia estuda como informações são usadas por qualquer cultura.

### Gestão do conhecimento
Thomas Davenport cita ecologia da informação como sendo uma gestão de informações provenientes de sistemas de computadores ou não em empresas/organizações.

### Biblioteconomia
O conceito também se aplica na área de Biblioteconomia. Uma biblioteca pode ser vista como uma ecologia de informação, visto que contém muitos livros, revistas e bibliotecários, que auxiliam a encontrar e utilizar tais materiais.

### Biologia
O acadêmico chinês Zhang Xinshi aborda também o ecologia da informação considerando o uso de tecnologia para modelar e analisar ecossistemas naturais.

### Interação humano-máquina
Ecologia da informação é também utilizada no contexto de interação humano-máquina, pois através dessa interação, humanos dispõem de muita informação.

### Ecologia da informação no contexto da web
Ecologia da informação pode também ser vista no contexto web. Esta aplicação de ecologia da informação é o foco deste verbete. Nesse contexto, qualquer informação online teria prazo de validade e depois que o prazo expirasse, o dado seria excluído automaticamente. Assim como num sistema ecológico há um ciclo de vida, na ecologia de informação os dados armazenados também não durariam para sempre.
As empresas e o governo querem informação. Dados vem sendo coletados na web cada vez mais, e os indivíduos estão com seus dados expostos. Como dito por Meira no artigo Estamos sendo observados, e daí?, “Nunca, em nenhuma época, ninguém teve tanta informação sobre tantas pessoas e seus hábitos, como certas empresas têm e como temos certeza, agora, governos também.”.
Muitas vezes não há razão para que essas informações sejam guardadas para sempre. Nesse sentido, Mayer-Schönberger propôs uma ecologia de informação, onde qualquer dado na web teria prazo de validade e teria de ser deletado quando este prazo expirasse.
A durabilidade dos dados iria depender de cada caso. A informação deveria ser deletada após cumprir seu papel. Por exemplo, no caso de cartões de crédito, há apenas a necessidade de transações serem memorizadas até o pagamento da fatura. Depois disso, não haveria o por quê de essas informações serem guardadas.

#### Relação com direito ao esquecimento
A ideia de ecologia da informação se baseia no direito ao esquecimento. O direito ao esquecimento prega que informações desatualizadas ou irrelevantes podem ser apagados. Porém, ecologia da informação vai além, pois prega que toda informação deveria ter prazo de validade. Como exemplo de caso de direito ao esquecimento, poderíamos ter a seguinte situação: uma pessoa é acusada de ter assassinado outra. Quando isso acontece, normalmente são publicadas notícias a respeito do ocorrido. Caso esta pessoa seja inocentada, de acordo com o direito ao esquecimento, as notícias publicadas anteriormente devem ser apagadas. Caso contrário, iriam existir informações inválidas, o que fere o direito ao esquecimento. Além disso, há informações que de fato se tornam obsoletas com o passar do tempo. A tecnologia, a medicina, e várias áreas do conhecimento evoluem muito rapidamente e não faz sentido termos informações ultrapassadas.

#### Vantagens
Há diversas vantagens relacionadas a ideia de ecologia da informação:
- Redução de erros de buscadores

Como toda informação teria prazo de validade, qualquer informação disponível na web seria relativamente recente, e portanto teria menos probabilidade de ser obsoleta. Consequentemente, os buscadores teriam um índice de acerto maior.
- Privacidade

O problema da privacidade na web não seria resolvido, mas seria minimizado. Os usuários teriam mais privacidade, visto que todos os seus dados coletados por empresas como Google e Yahoo teriam de ser deletados depois de um certo tempo. O tema de privacidade é hoje importante para grande parte do público jovem - no Brasil, 90% da geração Z diz se preocupar com o assunto.
- Informações falsas não permaneceriam na rede por tanto tempo

Infelizmente, é muito difícil haver um controle na web da qualidade e veracidade das informações publicadas. Portanto, alguns dados são falsos e acabam confundindo os usuários constantemente. Com a ecologia da informação, essas informações não existiriam para sempre.

#### Controvérsias
Há também algumas controvérsias relativas ao conceito de ecologia da informação que dificultam que o conceito seja colocado em prática.
- Não haveria muita flexibilidade nem exceções

As regras têm de ser gerais e claras. Pode haver casos nos quais a  decisão de deletar ou não os dados não é fácil de ser tomada e é possível que seja mais aconselhado não ter informações excluídas definitivamente.
- Há muitos que defendem a retenção da informação

Apesar de termos cada vez mais informação na Web, esforços muito grandes vêm sido realizados para que as normas da ecologia da informação sejam promulgadas. Estamos em um processo inverso, onde regras para retenção de informação vêm ganhando força. Há casos, por exemplo, onde o governo precisa de informações dos bancos para detectar transações criminosas, e se utiliza dessas regras de retenção da informação para realizar interferências.
- Definição da data de validade e como as datas seriam armazenadas

Não seria simples definir como estas datas de validade seriam armazenadas, quais seriam as datas ideais para cada caso e quem teria o poder de definir. Há muitas possibilidades e polêmicas neste ponto. Mayer define que quem deveria defini-las seriam os próprios usuários e no momento de o arquivo ser salvo/criado.